# Кнуд Кнудсен
Кнуд Кнудсен (на норвежки: Knud Knudsen) е норвежки езиковед.
Роден е на 6 януари 1812 година в Холт. Работи като учител, като от 1846 до 1880 година ръководи престижното Катедрално училище на Христиания. Изиграва водеща роля в адаптирането на книжовния датски език към местните говори в Норвегия, при което е създаден букмол, преобладаващият днес книжовен език в страната.
Кнуд Кнудсен умира на 30 март 1895 година в Христиания.